# Antoni Szemet
Antoni Wojciech Szemet (ur. 10 lutego 1869 w majątku Neminka, zm. 26 kwietnia 1940 w Bydgoszczy) – tytularny generał brygady Wojska Polskiego.

## Życiorys
Antoni Wojciech Szemet urodził się 10 lutego 1869 roku, w majątku Neminka, w powiecie bracławskim, w rodzinie Józefa i Eleonory z domu Leut–Lorau. Ukończył sześcioklasowe gimnazjum w Jekatierynosławiu. W latach 1886–1889 uczył się w Odeskiej Szkole Junkrów Piechoty (ros. Одесское пехотное юнкерское училище). 1 sierpnia 1886 roku rozpoczął zawodową służbę wojskową w Armii Imperium Rosyjskiego. Został wcielony do 133 Symferopolskiego Pułku Piechoty Jekatierynosławiu, w którym dowodził kompanią i batalionem oraz pełnił funkcję kwatermistrza. Awansował kolejno na podporucznika (1895), porucznika (1903), sztabskapitana (1907), kapitana (1910 ze starszeństwem z 5 czerwca 1909 roku), podpułkownika (1915) i w końcu 31 października 1916 roku na pułkownika ze starszeństwem z 3 maja 1916 roku. W czasie I wojny światowej walczył w szeregach 133 Symferopolskiego Pułku Piechoty. Walczył pod Tarnopolem, Gniłą Lipą, Gródkiem, Dołobowem, Glinianami i Łopuszną, gdzie został ranny. Przebywał w szpitalu w Odessie. Od 22 maja 1918 roku pełnił służbę w armii ukraińskiej hetmana Pawła Skoropadskiego.
5 marca 1919 roku został przyjęty do Wojska Polskiego i przydzielony do Dowództwa Frontu Litewsko-Białoruskiego, w którym pełnił funkcję oficera łącznikowego. 28 czerwca 1919 roku został przeniesiony z Departamentu IV Ministerstwa Spraw Wojskowych na stanowisko dowódcy powiatu etapowego Wołkowysk. Następnie dowodził Okręgami Etapowymi Mińsk, Brześć i Baranowicze. 22 maja 1920 roku został zatwierdzony z dniem 1 kwietnia 1920 roku w stopniu pułkownika piechoty, w grupie oficerów byłych Korpusów Wschodnich i byłej armii rosyjskiej. Wskutek donosów, 19 września 1920 roku, został przekazany do dyspozycji Ministerstwa Spraw Wojskowych.
26 marca 1921 roku został przeniesiony z Głównej Stacji Zbornej w Warszawie do Centralnej Komisji Kontroli Stanów z przydziałem ewidencyjnym do 40 Pułku Piechoty Dzieci Lwowskich we Lwowie. Został przewodniczącym Komisji Kontroli Stanów nr 3. Od 1 czerwca 1921 roku jego oddziałem macierzystym był 72 Pułk Piechoty w Radomiu. 1 listopada tego roku został przeniesiony do Powiatowej Komendy Uzupełnień Toruń na stanowisko komendanta. Z dniem 1 czerwca 1922 roku został przeniesiony w stan spoczynku z prawem noszenia munduru. 12 listopada 1922 roku Naczelnik Państwa i Naczelny Wódz nadał mu stopnień tytularnego generała brygady. 26 października 1923 roku Prezydent RP Stanisław Wojciechowski zatwierdził go w stopniu tytularnego generała brygady.
Zamieszkał w miejscowości Targowisko, w gminie Lubawa. W 1939 roku został wysiedlony przez Niemców. Zamieszkał w Fordonie przy ulicy Promenada 8, a następnie w Bydgoszczy przy ulicy Jagiellońskiej 64 m. 8. Zmarł 26 kwietnia 1940 roku w Bydgoszczy. Pochowany na cmentarzu Nowofarnym przy ulicy Artyleryjskiej, w kwaterze żołnierzy poległych w wojnie z bolszewikami 1920 roku.
Antoni Szemet był żonaty z Marią z Wyszelewskich, z którą miał syna Wiktora (ur. 1896).

## Ordery i odznaczenia
- Order Świętej Anny kl. 4 – 1915